# Чёрная (приток Попихи)
Чёрная — река в России, протекает в Верхнеландеховском районе Ивановской области. Устье реки находится в 4 км от устья по левому берегу реки Попиха. Длина реки составляет 10 км, не судоходна.
Исток реки в деревне Коканино в 12 км к востоку от посёлка Верхний Ландех. Река течёт на запад, протекает деревни Андроково и Кандрово. Впадает в Ландех у деревни Якутино.

## Данные водного реестра
По данным государственного водного реестра России относится к Окскому бассейновому округу, водохозяйственный участок реки — Клязьма от города Ковров и до устья, без реки Уводь, речной подбассейн реки — бассейны притоков Оки от Мокши до впадения в Волгу. Речной бассейн реки — Ока.
Код объекта в государственном водном реестре — 09010301112110000033815.